# Humberlito Borges Teixeira
Humberlito Borges Teixeira (* 5. Oktober 1980 in Salvador, Bahia), meist nur kurz Borges genannt, ist ein ehemaliger brasilianischer Fußballspieler.

## Karriere

### In der Nationalmannschaft
Sein Debüt für die brasilianische Nationalmannschaft gab Borges spät mit 30 Jahren im September 2011 beim Rückspiel des Superclassico das Americas 2011 gegen Argentinien.

## Erfolge und Auszeichnungen

### Verein
- AD São Caetano (2004)
  - Staatsmeisterschaft von São Paulo: 2004

- Vegalta Sendai (2006)
  - Torschützenkönig der zweiten Japanischen Liga (J. League Division 2): 2006 (26 Tore in 41 Ligaspieleinsätzen)[1]

- São Paulo FC (2007–2009)
  - Brasilianischer Meister: 2007, 2008
  - Bola de Prata (Silberner Ball): 2008[2]

- Grêmio FBPA (2010–2011)
  - Staatsmeisterschaft von Rio Grande do Sul: 2010

- Santos FC (2011–2012)
  - Torschützenkönig der ersten Brasilianischen Liga (Série A): 2011 (23 Tore in 31 Ligaspieleinsätzen)[3]
  - 2. Platz bei der FIFA-Klub-Weltmeisterschaft: 2011
  - Staatsmeisterschaft von São Paulo: 2012

- Cruzeiro EC (2012–2014)
  - Brasilianischer Meister: 2013, 2014
  - Staatsmeisterschaft von Minas Gerais: 2014